# John Kenneth McKinnon
Pour les articles homonymes, voir McKinnon.
John Kenneth McKinnon (né le 20 avril 1936 à Saint-Boniface au Manitoba et mort le 13 mars 2019,) est un homme politique canadien. Il a été commissaire du Yukon de 1986 à 1995,.

## Biographie
Fils d'Alex McKinnon et Catherine Luce, John McKinnon grandit à Norwood (Manitoba) (en). Il étudie au St. Paul's College (en), puis à l'université du Manitoba. Il épouse Judy S. Chenley et travaille au Northern Television Services.
De 1961 à 1964 et de 1967 à 1974, McKinnon est membre du Yukon Territorial Council (en). En 1974, il est nommé Minister of Local Government (en), puis Minister of Highways and Public Works (en) en 1976. De 1979 à 1984, il est administrateur de la Northern Pipeline Agency (en) pour le territoire du Yukon, puis devient commissaire le 27 mars 1986. Il prend sa retraite en juin 1995.
McKinnon est chancelier du Yukon College de 2000 à 2004.
En 2007, il est nommé à la tête du Yukon Environmental and Socio-Economic Assessment Board.